# Celso Amieva
José María Álvarez Posadas, que firmaba sus obras con el seudónimo Celso Amieva (Puente San Miguel, 19 de marzo de 1911-Moscú, 1988), fue un poeta español perteneciente a la Generación del 36.Además del seudónimo por el que es recordado también utilizó los seudónimos Lino Serdal, Elías Pombo, Fideal y Corsino Urriel.

## Biografía
Aunque su familia era asturiana y asturiano siempre se consideró él, nació en la cantabra población de Puente de San Miguel donde su padre ejercía la profesión de maestro de escuela. Siguió los pasos de su padre y se convirtió en profesor, ejerciendo en los pueblos de La Franca, en Sotres, en Barro, en Panes y en Colombres, en Asturias.
Durante la guerra civil militó en el bando republicano, por lo que acabada la contienda tuvo que ir al exilio, marchando primero a Francia en 1939, y más tarde a México. En el país azteca retomó su trabajo como profesor dando clases de lengua castellana. También trabajó como traductor de poemas franceses y fue colaborador de numerosas publicaciones de toda América. Su participación en el guion de la película Pueblo en armas le valió la condecoración Medalla Artística de la Revolución Mexicana. En 1969 marchó a la URSS, cuyo Soviet Supremo le premió en 1985 con la Orden de la Amistad de los Pueblos, allí falleció en 1988.

## Obra
Comenzó en el mundo de la poesía a una edad muy temprana, a los catorce años publicó poemas en el periódico El Eco de los Valles y en los seminarios El Pueblo y El Oriente de Asturias. Todas ellas publicaciones del ámbito asturiano. Los elogios que estas primeras publicaciones recibieron de la crítica local le impulsaron a seguir publicando y a hacerlo en periódicos más importantes de la región. La guerra interrumpió su progresión como poeta, y el exilio le hicieron volcar en sus poemas la nostalgia de la tierra. Finalmente agrupó sus poemas en el volumen Poemas de Llanes que es un auténtico cante de amor a su patria.